# Давід Полішук
Давід Полішук (івр. דוד פולישוק; нар. 1976) — ізраїльський астроном, спеціаліст з астероїдів.
У 2010 році він здобув ступінь доктора філософії в Тель-Авівському університеті. Після цього продовжив наукову кар'єру в Массачусетському технологічному інституті, а потім в Науково-дослідному інституті імені Вейцмана.
За даними Центру малих планет, у 2003—2008 роках Полішук відкрив 16 астероїдів.
На його честь названо астероїд 8464 Полішук.
| 128054 Ераніавне  | 28 червня 2003 року |
| 161315 де Шаліт   | 19 серпня 2003 року |
| 172425 Таліяякобі | 25 липня 2003 року  |